# Villa La Punta

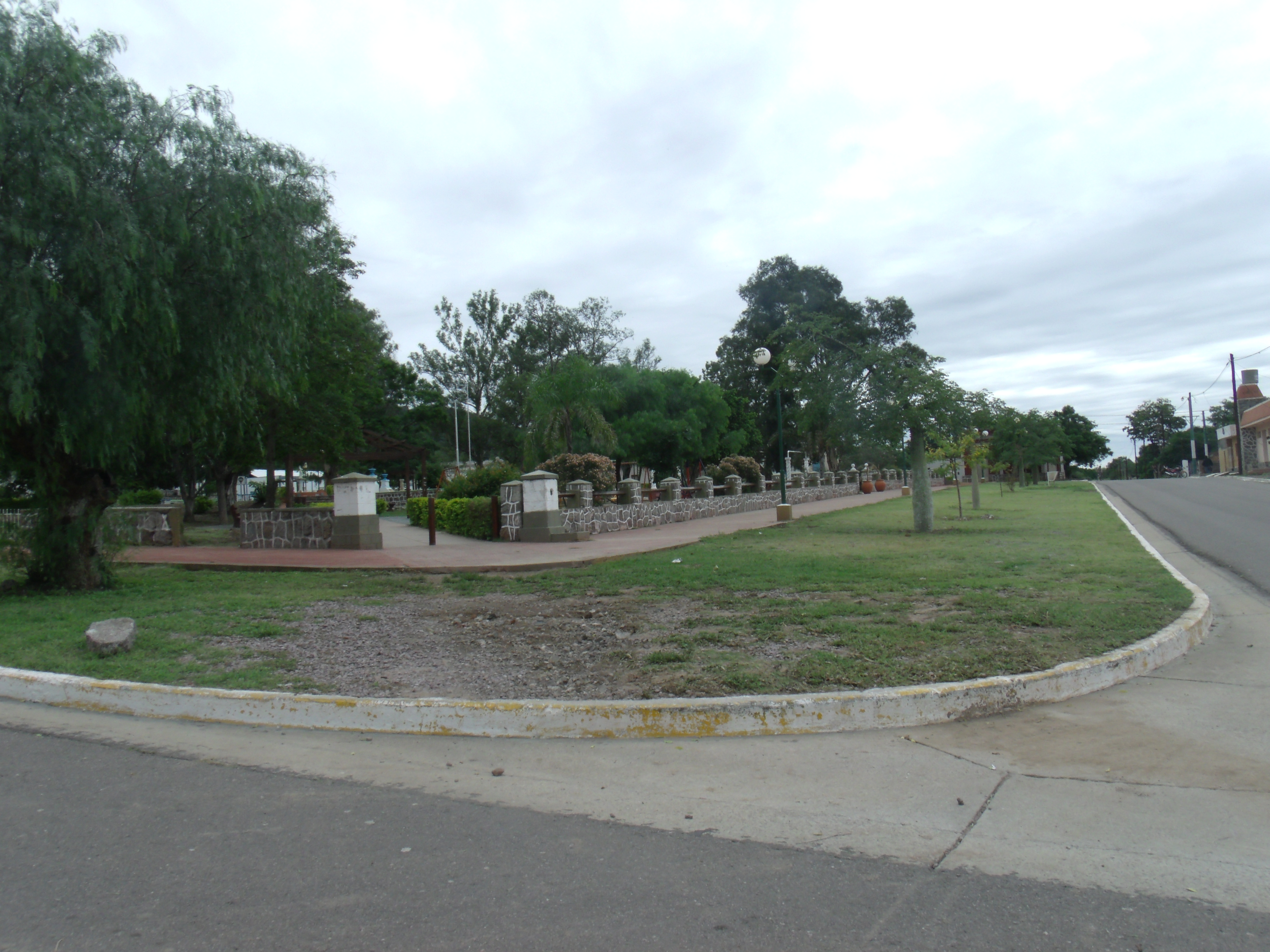
Plaza de Villa La Punta desde el acceso.

Villa La Punta es una localidad argentina ubicada en el departamento Choya de la provincia de Santiago del Estero. Se encuentra sobre la ruta provincial 24, 80 km al este de Frías, y a 5 km de estación La Punta, caserío alrededor de la estación de ferrocarril construida a la altura de Villa La Punta.
Se encuentra en la ladera oriental de las sierras de Guasayán y clima agradable en las noches de verano, en un entorno de cerros con exuberante vegetación peculiar para esta provincia. Se considera una villa turística, donde sus principales atractivos son caminatas por las quebradas cercanas, el templo católico, las competencias nacionales de enduro y el cerro de la Cruz. Yacimientos arqueológicos demuestran que las tierras estuvieron pobladas desde tiempo prehispánicos, seguramente sustentadas en las vertientes de agua que se encuentran en las laderas de los cerros.

## Historia
La localidad tuvo su "época de oro" turística entre fines del siglo XIX y principios del XX ya que era elegida por parte de la aristocracia local para sus días de vacaciones y esparcimiento. Llegó a tener una importante actividad cultural y en la década de 1940 ya se proyectaban películas en un cine local.

## Población
Cuenta con 819 habitantes (Indec, 2010), lo que representa un incremento del 3,54% frente a los 791 habitantes (Indec, 2001) del censo anterior.
| Gráfica de evolución demográfica de Villa La Punta entre 1991 y 2010 |
|                                                                      |
| Fuente: Censos nacionales del INDEC                                  |

## Parroquias de la Iglesia católica en Villa La Punta
| Diócesis  | Santiago del Estero       |
| --------- | ------------------------- |
| Parroquia | Nuestra Señora del Carmen |